# Annezin
Annezin ist eine französische Kleinstadt mit 5819 Einwohnern (Stand: 1. Januar 2022) im Département Pas-de-Calais in der Region Hauts-de-France; sie gehört zum Arrondissement Béthune und zum Kanton Béthune. Die Einwohner werden Annezinois(es) genannt.

## Geographie
Die kleine Bergbaustadt Annezin liegt im Nordfranzösischen Kohlerevier am Fluss Lawe, der Annrzin im Osten von der Arrondissements-Hauptstadt Béthune trennt. Umgeben wird |Annezin von den Nachbargemeinden Hinges im Norden, Locon und Essars im Nordosten, Béthune im Osten, Fouquereuil im Süden, Labeuvrière und Chocques im Südwesten sowie Vendin-lès-Béthune im Westen. Durch das Stadtgebiet verläuft die Route nationale 43.

## Geschichte
Die Wassermühlen in Annezin an der Lawe wurden bereits 1095 erwähnt. Eine Burganlage existierte seit dem 12. Jahrhundert und wurde 1555 wieder aufgebaut. Ab 1850 wurden hier Kohleminen eröffnet.

## Bevölkerungsentwicklung
| Jahr                       | 1962 | 1968 | 1975 | 1982 | 1990 | 1999 | 2006 | 2012 | 2022 |
| -------------------------- | ---- | ---- | ---- | ---- | ---- | ---- | ---- | ---- | ---- |
| Einwohner                  | 5545 | 5399 | 5462 | 5857 | 5859 | 5551 | 5490 | 5830 | 5819 |
| Quellen: Cassini und INSEE |      |      |      |      |      |      |      |      |      |

## Sehenswürdigkeiten
- Neogotische Kirche Saint-Martin aus dem Jahr 1872, ursprünglich aus dem 16. Jahrhundert
- mehrere Wassermühlen

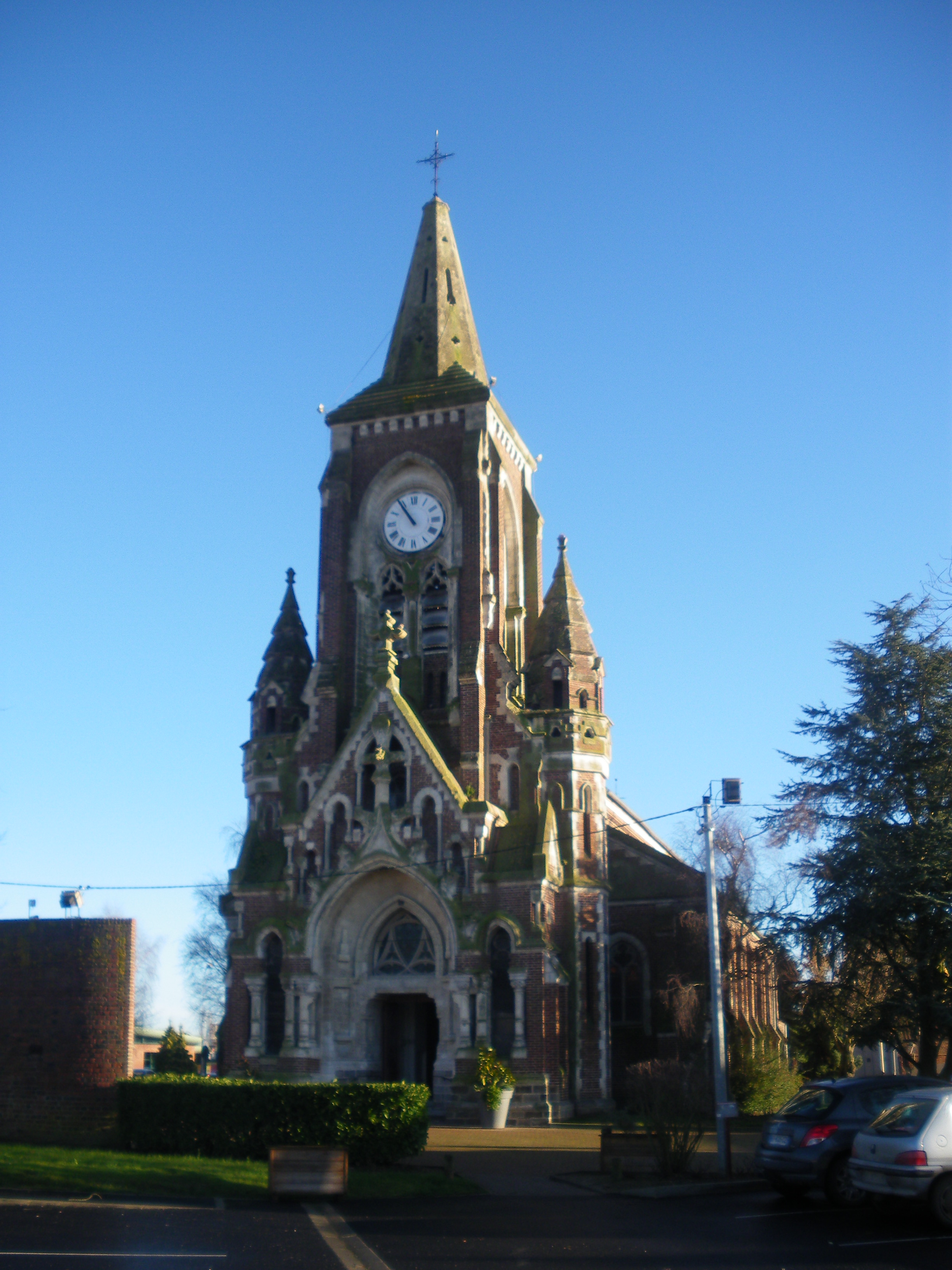
Kirche Saint-Martin
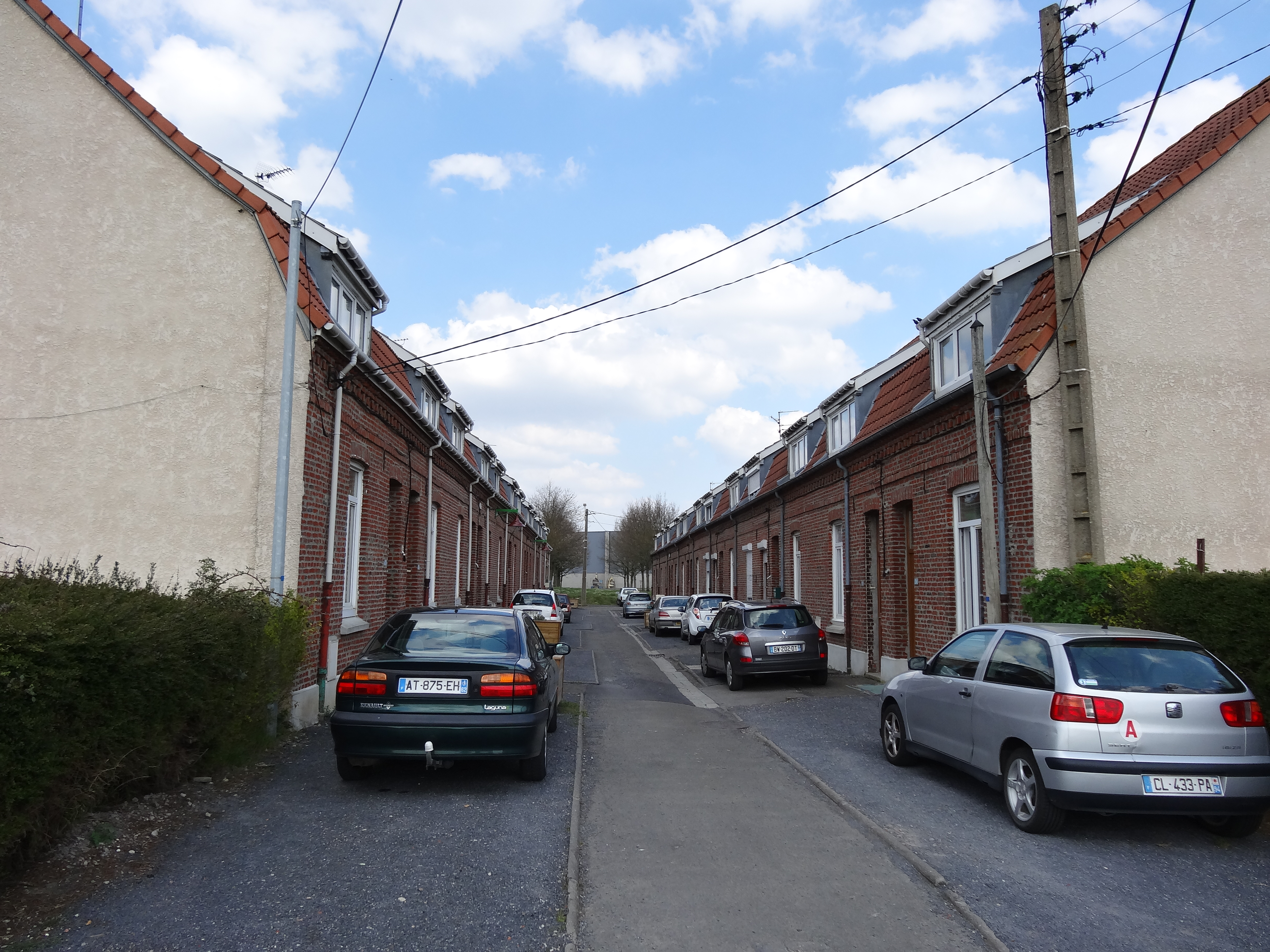
Häuser der Bergarbeitersiedlung „Cité Jeanne d'Arc“
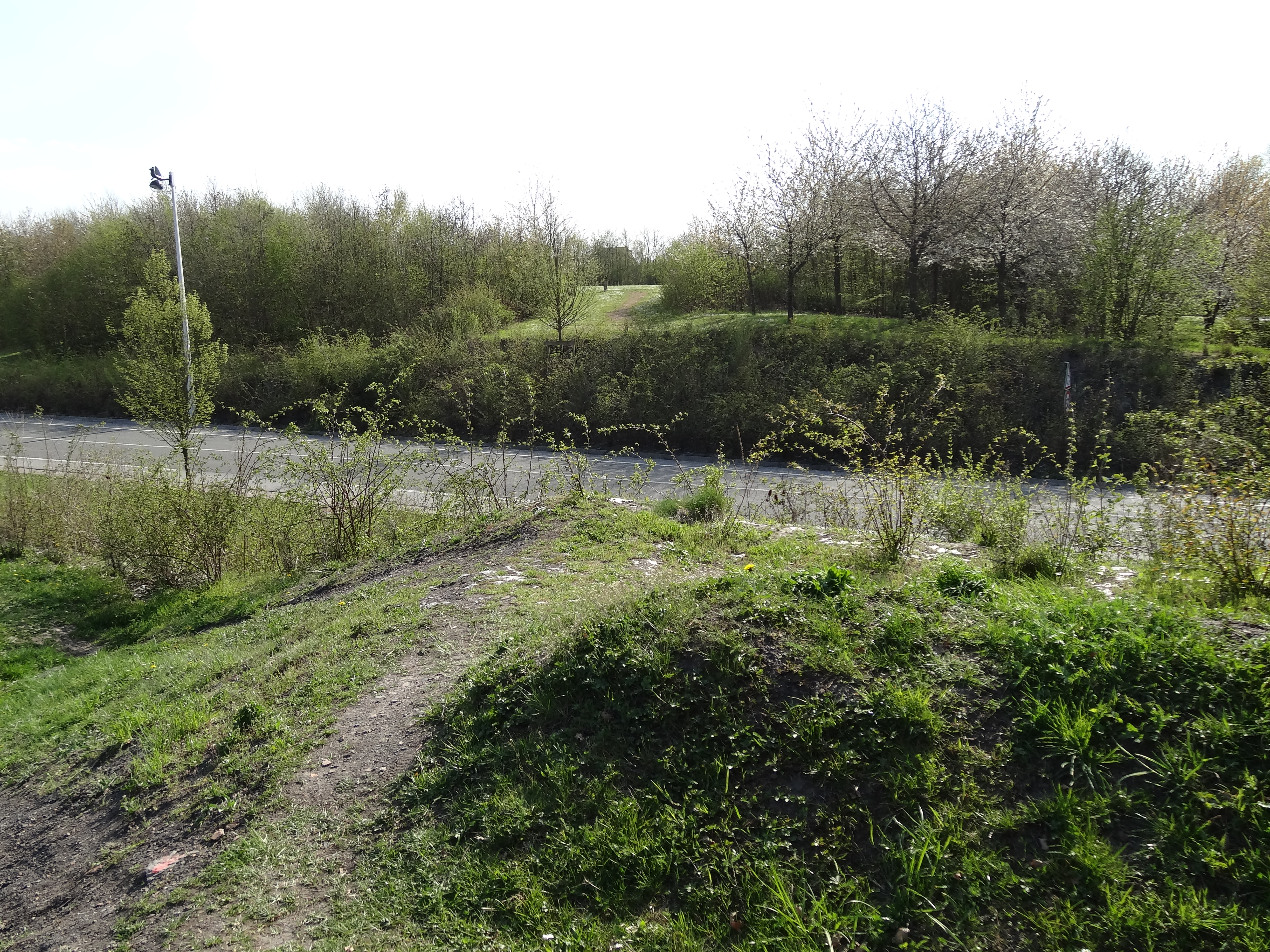
Abraumhalden
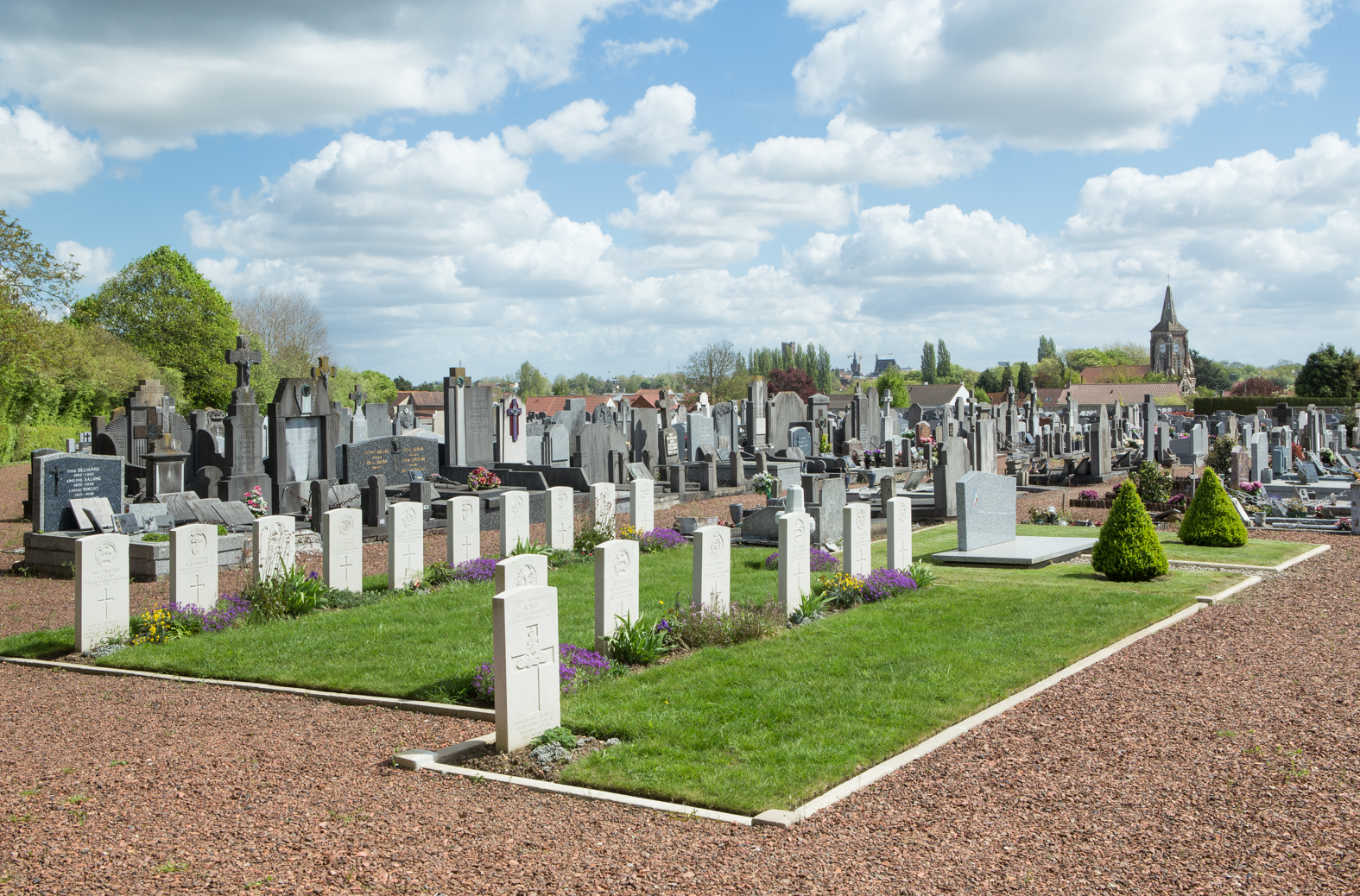
Kriegsgräberstätte des Commonwealth auf dem städtischen Friedhof